# Yoana Martínez
Yoana Martínez Barbero (San Sebastián, 18 de noviembre de 1980) es una jugadora de bádminton española que logró en el año 2008 el primer triunfo del bádminton español en unos Juegos Olímpicos.

## Trayectoria deportiva
Participó en los Juegos Olímpicos de Pekín 2008 representando a España en la categoría de individual femenino.

## Resultados destacados
El 9 de agosto de 2008, en Pekín, Yoana consiguió la primera victoria española en la modalidad de bádminton durante unos Juegos Olímpicos, al derrotar a la australiana Erin Carroll, con lo que logró el pase a los dieciseisavos de final de la competición.

### Participaciones en los Campeonatos del Mundo
- Campeonato mundial de bádminton de 2001 - Individual femenino.
- Campeonato mundial de bádminton de 2006 - Individual femenino (detalles)

Perdió en 1/16 de final contra la alemana Xu Huawein por 21-19, 21-18.

## Títulos

### Campeonatos Nacionales[3]
- 2004 - Campeonato de España - Individual femenino.
- 2004 - Campeonato de España - Dobles femenino (junto con Lucía Tavera).
- 2006 - Campeonato de España - Dobles femenino (junto con Ana Ferrer).
- 2007 - Campeonato de España - Individual femenino.
- 2011 - Campeonato de España - Dobles mixtos (junto con Ernesto Velázquez).

### Campeonatos internacionales
- 2005 - Cuba ´Giraldilla` International - Dobles mixto

## Clubes
- -/2006 - Universidad País Vasco - (España)